# Charles Mutin

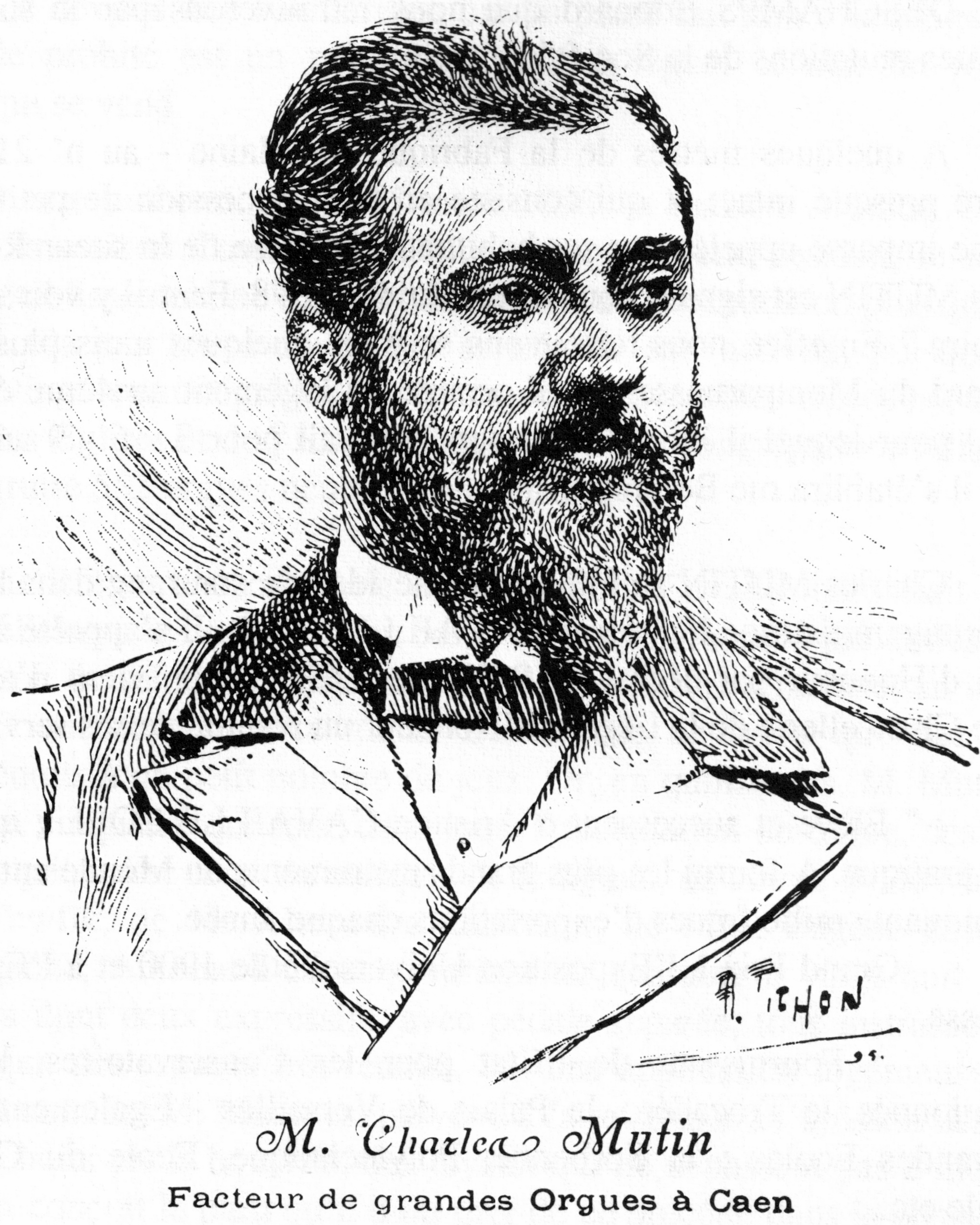
Charles Mutin

Charles Mutin (* 7. April 1861 in Saint-Julien-sur-Suran, Département Jura; † 29. Mai 1931 in Paris) war ein französischer Orgelbauer und Nachfolger von Aristide Cavaillé-Coll als Leiter des gleichnamigen Orgelbauunternehmens.

## Leben
Mutin wurde 1861 in Saint-Julien-sur Suran als Sohn von Claude-François Mutin, einem Gastwirt, geboren. Seine Mutter, Ernestine Ligier, war 25 Jahre jünger als sein Vater; er hatte eine vier Jahre ältere Schwester, Ernestine, und eine zwei Jahre ältere Schwester, Elisabeth. Schon 1868 starb der Vater und Mutin wuchs bei seiner Mutter auf. 1870 musste die Familie aus finanziellen Gründen nach Paris umziehen. Er besuchte das katholische Knabeninternat von Meaux und fiel durch sehr gute Leistungen im Fach Latein auf. 1875 wurde er auf Wunsch der Mutter zu Aristide Cavaillé-Coll in die Lehre geschickt. Er wurde dort dem Intonateur Joseph Koenig (* 1846; † 1926) zugewiesen, der am 20. Mai 1882 Mutins Schwester Ernestine heiratete.
1882 wurde Mutin zum Militär eingezogen und leistete diesen beim 117. Infanterieregiment in Argentan ab. In dieser Zeit lernte er Eugénie Crespin (* 1870; † 1953) kennen und heiratete sie am 23. Januar 1888. Für die nächsten zehn Jahre blieb er in Guibray in der Rue du Pot d’Etain. 1898 kaufte er die kurz vor dem Bankrott stehende Firma A. Cavaillé-Coll Fils & Cie auf, deren ehemaliger Inhaber, Aristide Cavaillé-Coll, nur kurze Zeit später starb. Das Unternehmen firmierte seitdem als Mutin-Cavaillé-Coll. An Cavaillé-Colls Grab hielt Mutin die Trauerrede. Mutins erste große Orgel wurde eine Konzertorgel für das Moskauer Konservatorium, die auf der Weltausstellung von 1900 vorgestellt wurde.
Mutin war zeitweise mit dem Organisten Louis Vierne eng befreundet, der ihm seine 1902 komponierte zweite Symphonie widmete. Danach begann Mutin jedoch eine Affäre mit Viernes Ehefrau Arlette, geb. Taskin, einer Tochter des Opernsängers Émile-Alexandre Taskin. Die Freundschaft zwischen Vierne und Mutin zerbrach dadurch und Vierne ließ sich 1909 von seiner Frau scheiden.
1924 wurde Mutin von Auguste Convers als Leiter des Unternehmens abgelöst; Convers konnte sich jedoch nur bis 1928 halten, da die von ihm gelieferten elektrischen Serieninstrumente die Ansprüche der Kundschaft nur selten zu befriedigen vermochten; das Unternehmen wurde in eine AG umgewandelt. Mutin starb kurz darauf am 29. Mai 1931 an einem Kolonkarzinom. Die Manufaktur Cavaillé-Coll ging etwa zehn Jahre später inmitten des Zweiten Weltkrieges in der Fusion mit Pleyel auf.

## Werkliste (Auswahl)
Mutin erbaute insgesamt 552 neue Orgeln und nahm 251 Reparaturen vor.
| Jahr     | Opus | Ort                  | Kirche                                                         | Bild | Manuale | Register | Bemerkungen |
| -------- | ---- | -------------------- | -------------------------------------------------------------- | ---- | ------- | -------- | --- |
| 1892     |      | Königsfeld-Neuhausen | Kath. Kirche St. Martin                                        |      | II/P    | 9        | restauriert 1997 |
| 1893     |      | Trouville-sur-Mer    | Notre-Dame de bon secours                                      |      | II/P    | 20       | eine Pedaltransmission (16'-Zunge); 1893 auf der internationalen Ausstellung in Lyon vorgeführt und mit einer Goldmedaille prämiert; 1894 von der Kirchengemeinde in Trouville erworben; 2004 restauriert                                                                                         |
| 1898     |      | Osnabrück            | Dom St. Peter                                                  |      | II/P    | 12 (15)  | drei Transmissionen in das Pedal; erworben 1999 |
| 1899     |      | Meudon               | Privater Konzertsaal, boulevard Anatole-France                 |      | III/P   | 28       | Hausorgel für Alexandre Guilmant, 1925 von dessen Schüler Marcel Dupré übernommen, 1932/34 von Joseph Beuchet-Debièrre elektrifiziert und um ein 4. Manual erweitert |
| 1899     |      | Moskau               | Konservatorium                                                 |      | III/P   | 50       | Erste Orgel als Inhaber der Werkstatt von Cavaillé-Coll, 1900 auf Pariser Weltausstellung präsentiert, 1901 im Konservatorium aufgestellt, Restaurierung 2014–16 durch Rieger Orgelbau → Orgel |
| 1902     |      | Paris                | Schola Cantorum                                                |      | III/P   | 28 (31)  | Disposition 1960–67 von Orgelbauer Joseph Beuchet-Debièrre verändert |
| 1903     |      | Metz                 | Notre-Dame                                                     |      | III/P   | 38       | Erbaut im historischen Prospekt der früheren Barockorgel von St. Simeon in Trier, die 1803 nach Metz verkauft wurde. Restauriert 1983. Die Orgel ist auf Hauptwerk verfügbar. |
| 1903     |      | Paris                | Palais de Béhague, Byzantinischer Saal                         |      | II/P    | 26       | Orgel seit 2007 unter Denkmalschutz (Einstufung als „Monument Historique“) |
| 1905     |      | Zaitzkofen           | Priesterseminar                                                |      | II/P    | 10       | erworben 1980 |
| 1907     |      | Clerf                | Benediktinerabtei St. Mauritius und St. Maurus                 |      | III/P   | 20       | 1907 für den Petit Trocadéro in Paris erbaut; 1910 in der Abtei Clerf eingebaut; an dieser Orgel spielte und komponierte Paul Benoit |
| 1908     |      | Nouméa               | Kathedrale                                                     |      | II/P    | 11       | 1981/94 erweitert auf II/17; restauriert 2010/12 |
| 1908     |      | Guebwiller           | Notre-Dame                                                     |      | III/P   | 45       | Die Orgel steht in einem historischen Gehäuse von 1785 und wurde 1908 von Charles-Marie Widor eingeweiht. |
| 1911     |      | Algier               | Notre-Dame d’Afrique                                           |      | III/P   | 26       | eine von fünf Mutin-Orgeln in Nordafrika; 1911 für ein Privathaus in Algier gebaut, 1930 der Kirche Notre-Dame d’Afrique ebd. geschenkt; restauriert 2002 |
| 1912     |      | Buenos Aires         | Basilica del Santissimo Sacramento                             |      | IV/P    | 71       | 1915 in Anwesenheit von Charles Mutin eingeweiht |
| 1914     |      | Paris                | Sacré-Cœur de Montmartre                                       |      | II/P    | 19       | → Hauptartikel : Orgeln von Sacré-Cœur de Montmartre |
| 1918     |      | Oran                 | ehemalige Kathedrale Sacré-Cœur (heute öffentliche Bibliothek) |      | II/P    | 27 (30)  | drei Pedaltransmissionen; derzeit restaurierungsbedürftig |
| 1918     |      | Wihr-au-Val          | kath. Pfarrkirche Saint-Martin                                 |      | III/P   | 30       | Ursprünglich Hausorgel des Komponisten Claude Duboscq (1897–1938) in Onesse-et-Laharie, dann des Komponisten Marius Monnikendam (1896–1977) in Den Haag; auf Vermittlung Albert Schweitzers 1955 nach Wihr-au-Val ins Oberelsass verkauft; zum Instrument vgl. ausführlich organ 3/2008, S. 2 ff. |
| 1920     |      | Borken               | St. Johannes                                                   |      | II/P    | 9        | ursprünglich im Theater in Marseille, daher als Theaterorgel in einem Schwellkasten ohne Prospekt; 1966 von der kath. Kirche in Roquebrune-Cap-Martin aufgekauft; für Borken erworben 2010 |
| 1920     |      | Kiel                 | St. Nikolai                                                    |      | II/P    | 18       | erworben 2003 |
| ca. 1920 |      | Freiburg im Breisgau | Hochschule für Musik                                           |      | II/P    | 8        | erworben 2008; ursprünglich Hausorgel für den Buchhändler und Herausgeber Fleury; das Gehäuse wurde im Stil der franz. Bretagne ausgeführt |
| 1922     |      | Douai                | St-Pierre de Douai                                             |      | IV/P    | 67       | |
| 1923     |      | Paris                | Ste-Marie des Batignolles                                      |      | III/P   | 36       | Orgel von Ste-Marie des Batignolles |
|          |      | Köln                 | Hochschule für Musik und Tanz                                  |      | II/P    | 12       | erworben 2002 |